# Калмари
Вижте пояснителната страница за други значения на Калмар.
Калмарите (Teuthida) са разред главоноги мекотели. Имат 8 къси и 2 по-дълги пипала, всички със смукала по тях. Дълбоководните видове имат по кожата си светещи петна. Най-едрият вид – колосалният калмар, достига до 14 m дължина. Те сграбчват жертвата с дългите си пипала. После я придърпват към късите си пипала, с които я държат здраво, докато я изядат. Имат отлично зрение. То им помага да ловуват успешно. Когато биват нападнати, те изхвърлят облак мастилоподобно вещество, за да объркат нападателя.
Калмарите са главоноги от разред Teuthida, който включва около 300 вида. Както всички други главоноги, калмарите имат отделна глава, двустранна симетрия, мантия, и ръце. Калмарите, като сепията имат осем ръце, подредени по двойки и две, обикновено по-дълги, пипала. Калмарите са силни плувци и някои видове могат да „летят“ на кратки отстояния от водата.
Черупката на предците е била загубена, оставяйки калмара само с вътрешна писалка. Тя представлява перо-образна вътрешна структура, която подкрепя мантията на калмари и служи като място за мускулна привързаност. Тя е направена от хитин.
Основното тяло, затворена в мантията, разполага с плувна перка от всяка страна. Тези перки, за разлика от други морски организми, не са основния източник на придвижване в повечето видове.
По тялото има отвори към мантията – кухина, в които се намират хрилете и отворите на отделителната и половата система. В предната част на мантийната кухина се крие сифонът, който се използва за придвижване чрез прецизен реактивен двигател. При тази форма на придвижване водата се всмуква в мантийната кухина и минава през сифона в по-бърза силна струя. Посоката на сифона може да бъде променяна, за да отговаря на посоката на движение.
Вътре в мантийната кухина, извън сифона, се намира висцерална маса, която е покрита с тънък, ципест епидермис. Като главоноги, калмарите показват относително висока интелигентност сред безгръбначните. Например групи от хумболтови калмари ловуват в сътрудничество, като използват активна комуникация.
Както всички главоноги, калмарите имат сложни храносмилателни системи. Мускулът на стомаха се намира приблизително в средата на висцерална маса. Оттам болус движи в сляпото черво за храносмилането. Червото, дълъг бял орган, се намира в непосредствена близост до яйчниците или тестисите. В зрелите калмар, по-голям приоритет се дава на възпроизвеждането, така че стомахът и сляпото черво често се сбръчкват през по-късните етапи от живота. Накрая храната отива в черния дроб (или храносмилателна жлеза), намиращ се в края на сифона, за усвояване на хранителните вещества. Твърдите отпадъци преминават през ректума. Ректумът има торбичка с мастило, което позволява на калмарите бързо да освобождават черно мастило в мантийната кухина.
През февруари 2007 г. риболовен кораб от Нова Зеландия хваща колосален калмар с тегло 495 килограма и дължина около 10 m край бреговете на Антарктида. Този екземпляр представлява най-големият представител на главоногите, документиран някога.